# Andrew Tilley
Andrew Tilley – brytyjski inżynier i projektant.

## Życiorys
Andrew Tilley pomiędzy 1983 a 1986 rokiem otrzymał dyplom inżynierii mechanicznej. Po ukończeniu studiów w 1998 został inżynierem niezależnym w Reynard Racing Cars, gdzie pracował przez dwa lata. Był inżynierem wyścigowym w serii Formuła 3000. Pod koniec 1992 roku przeniósł się do Team Lotus, gdzie został inżynierem wyścigowym Miki Häkkinena. W 1993 roku rozszerzył współpracę o Aleksa Zanardiego, a następnie był inżynierem wyścigowym Pedro Lamy i Zanardiego w 1994 roku.
Tilley spędził rok we Włoszech pracując w zespole Minardi jako projektant i inżynier wyścigowy Luki Badoera. Następnie był inżynierem wyścigowym Martina Brundle’a w zespole Jordan Grand Prix. Po 1997 roku został koordynatorem pomiędzy torem wyścigowym i kierownikiem działu rozwoju w zespole Sauber, który opuścił w 1999 roku i został inżynierem niezależnym.
W 2002 roku powrócił do zespołu Minardi, gdzie został zastępcą dyrektora technicznego. Był także kierownikiem mechaników i szefem inżynierów. Odszedł z zespołu, gdy ten został przejęty przez Red Bulla w 2005 roku.